# Huella cultural

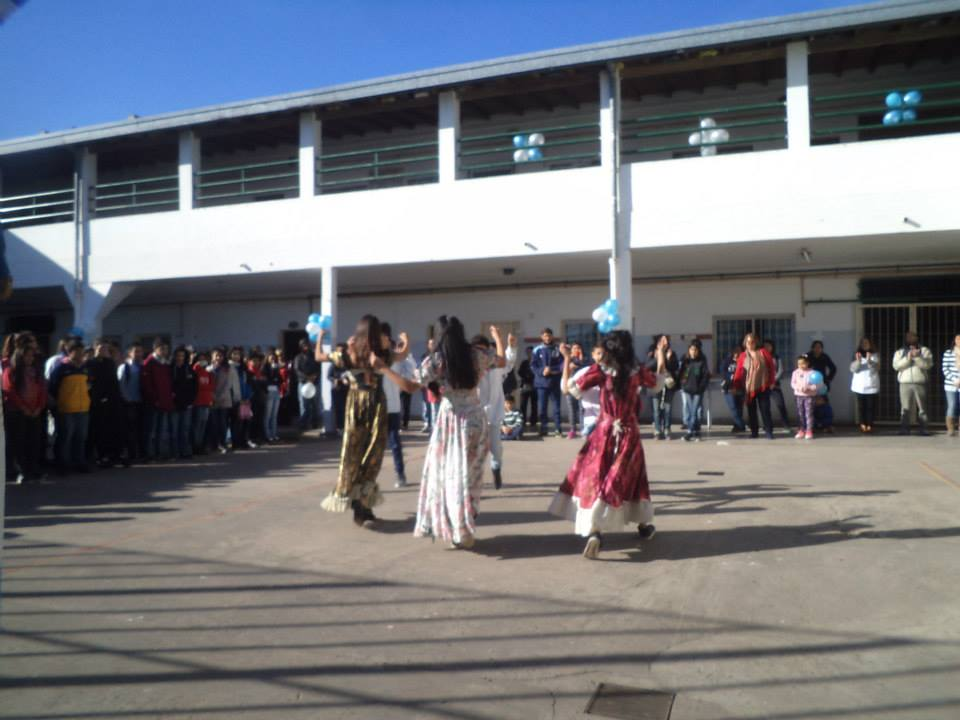
Festejando el día de la independencia Argentina

La huella cultural es el impacto que ejercen los grupos e individuos en el entorno cultural. Entendiendo la cultura como el conjunto de conocimientos, ideas, tradiciones y costumbres que caracterizan a un pueblo, a una clase social, a una época, etc.

## Elementos de definición
Toda comunidad, ciudad o sociedad organiza sus actividades y su vida cultural de acuerdo con sus antecedentes, historia, formas culturales propias y su realidad actual. La Declaración Universal de los Derechos Humanos reconoce la participación en la vida cultural de las personas como derecho fundamental y las sociedades modernas han estructurado su intervención en la cultura a partir de las estructuras del Estado nación (Gobierno central, regional y local) con sus regulaciones legislativas específicas. El primer nivel de garantía del derecho cultural es la libertad y la participación en la vida cultural a nivel individual. Toda persona como ciudadano  intenta satisfacer sus necesidades culturales pero requiere de lo social o compartido para alcanzar una plena realización de sus derechos y aspiraciones, por lo cual se producen procesos complejos de estructuración social alrededor de la cultura. Los diferentes agentes implicados a partir de las acciones e implicaciones que tienen en un sector determinado, como actor social afectado por la acción a desarrollar. En estas dinámicas se van a descubrir nuevos campos de acción conjunta, considerando sus oposiciones y conflictos como un campo de complejidad y, sobre todo, de diversidad.
La cultura no se manifiesta solamente de forma física, algo material que se pueda exhibir,  sino que también hay muchas formas intangibles. Para proteger estas manifestaciones valiosas de la cultura. En 2003 la UNESCO las definió así por primera vez en la Convención para la Salvaguardia del Patrimonio Cultural Inmaterial. Dentro de estas maneras  de expresiones culturales se encuentran las tradiciones orales, los festivales, los trajes, la danza y los bailes, los rituales,  el teatro e incluso culturas alimentarias. 
La huella cultural fue definida en junio de 2013 a iniciativa de un grupo de expertos de la UNESCO, de la OCDE, de la Organización Internacional de la Francofonía, de ministerios franceses, de empresas y de la sociedad civil.
Así, fue definida como «el conjunto de externalidades, positivas o negativas, generadas en el entorno cultural por la acción de un agente». Se la considera positiva cuando enriquece la diversidad cultural, cuando favorece a una intensidad cultural.
Un segundo documento de referencia publicado en 2017 señala que «todos los actores tienen la posibilidad de activar los recursos culturales disponibles, es decir, explorarlos y explotarlos. Al mismo tiempo, es su responsabilidad hacer una aportación positiva» frente a esta base, este ambiente creativo. Esto significa que los grupos y los individuos «se imponen exigencias, se comprometen a partir de sus particularidades, se implican e invierten culturalmente».

## Aplicaciones
«La huella cultural del sector cosmético», que reúne a Gilles Andrier, Loïc Armand, Francesco Bandarin, Jérôme Bédier, Françoise Benhamou, Fouad Benseddik, Gilles Boëtsch, Dominique Bourg, Jérôme Gouadain, Maria Gravari-Barbas, Marc-Antoine Jamet, François Jullien, Pascal Lamy, Jacques Lévy, Gilles Lipovetsky, Françoise Montenay, Jean Musitelli, Patrick O'Quin, Philippe d'Ornano, Dominique Perrault, Marie-Hélène Plainfossé y Nicole Rouvet, ofrece algunos aspectos del entorno cultural en los que la economía puede hacer una aportación: formación, arquitectura, arte, colores, ética, imaginación, patrimonio, entretenimiento, habilidades sociales, singularidad, etc.
La huella cultural en la multitud de posibilidades de la información, internet, aparatos móviles, aplicaciones, etc. han abierto un gran número de posibilidades para la expresividad y creatividad cultural como en la emergencia de lo que algunos autores denomina cultura digital. 
Podemos ver también como la cultura es considerada libre, a partir de determinadas dinámicas , en estos tiempos la virtualidad, la cultura también es llamada libre en lo relacionado con lo que tiene que ver con lo privado, para esto se puede leer el trabajo Cultura libre (libro) de Lawrence Lessig. 
Así mismo la huella cultural que dejaron los pueblos de América, es lo que hace a sus raíces, es lo que mantiene las tradiciones y costumbres de las regiones.  
En Indígenas de América podemos ver como estos pueblos a través de su cultura, costumbres , tecnología , etc. Fueron dejando las raíces para las próximas generaciones. 
Las huellas culturales también no son siempre en forma física, sino que también hacen referencia  a las tradiciones orales, bailes, teatros, etc., según el artículo Huellas culturales: explorar el pasado, el presente y el futuro, en la plataforma digital de la enseñanza europea.

## Biodiversidad y diversidad cultural
La culturas son complejas y poseen capacidad de cambiar rápidamente; de extinguirse en contextos industrializados como pre-industrializados. De la misma forma que la diversidad biológica sustenta la resiliencia de los sistemas naturales, la diversidad cultural tiene la capacidad de aumentar la resiliencia de los sistemas sociales. La naturaleza y la cultura se relacionan en muchos niveles que incluyen los valores, las creencias, las normas, los medios de vida, los conocimientos y las lenguas.
El propio concepto de cultura está impregnado de la idea de pluralidad y establece un compromiso ético de todas las personas y comunidades a preservar otras expresiones culturales siempre que garanticen los derechos humanos. En términos utilitaristas, una cultura puede aprender de otra y la diversidad cultural puede ser fuente de intercambio, innovación y creatividad. En consecuencia, los modelos actuales de desarrollo económico se basan en el explotación de los recursos naturales y los bienes comunes de la humanidad siendo una creciente preocupación para el medio ambiente y una amenaza para determinadas formas culturales y lingüísticas de las comunidades más vulnerables. Por tanto, la huella cultural está en el origen de un compromiso político, dirigido a garantizar la preservación de las capacidades culturales y lingüísticas de los pueblos y comunidades para asegurar la diversidad de los recursos y formas de expresión.